# Kostel Nanebevzetí Panny Marie (Kladno)
Římskokatolický kostel Nanebevzetí Panny Marie z let 1897 až 1899, dříve arciděkanský (do roku 1994), je nejvýznamnějším kladenským kostelem. Nachází se v centru města na náměstí starosty Pavla, jehož je dominantou.

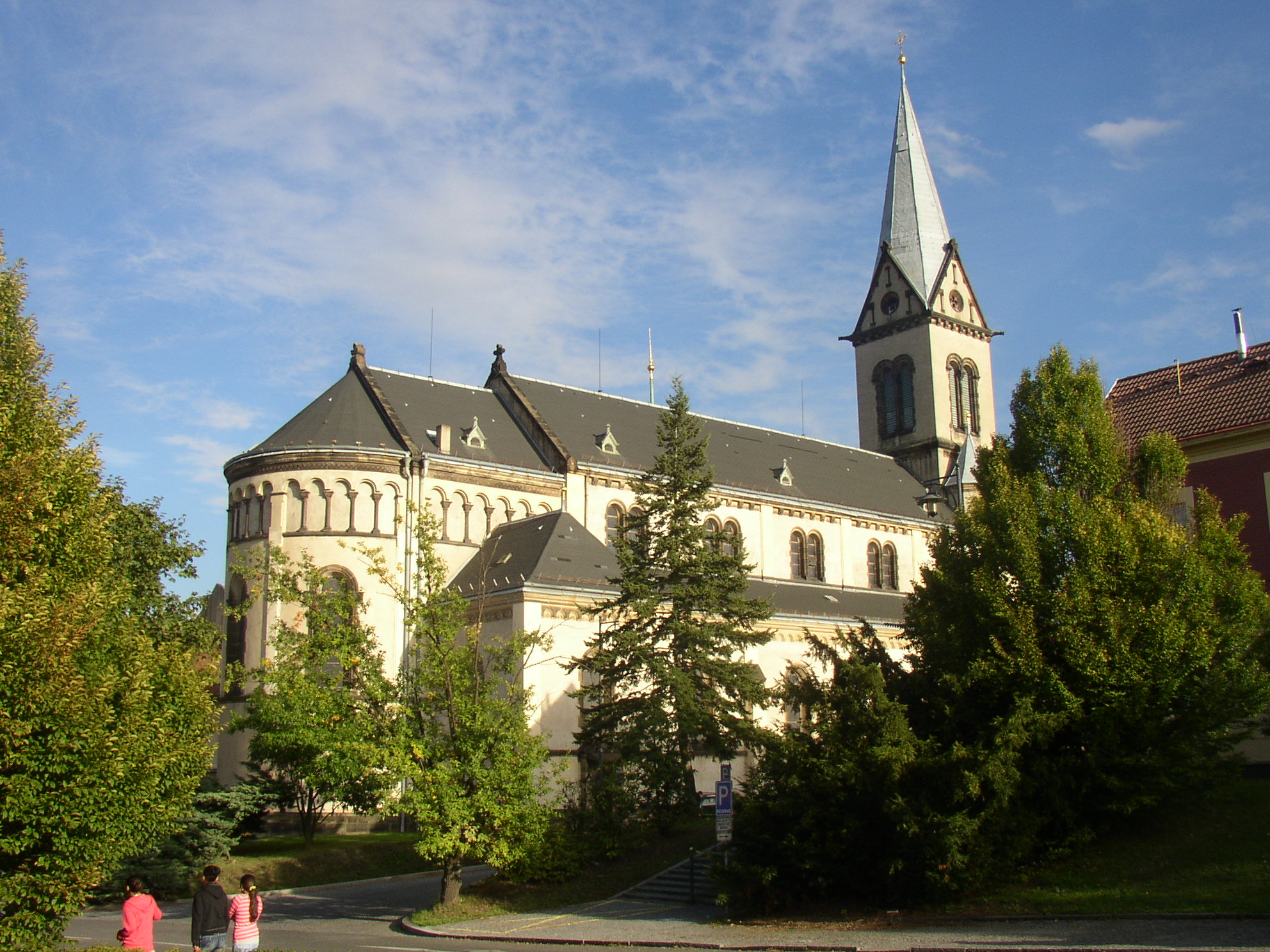
Kostel ze severozápadní strany, od zámku

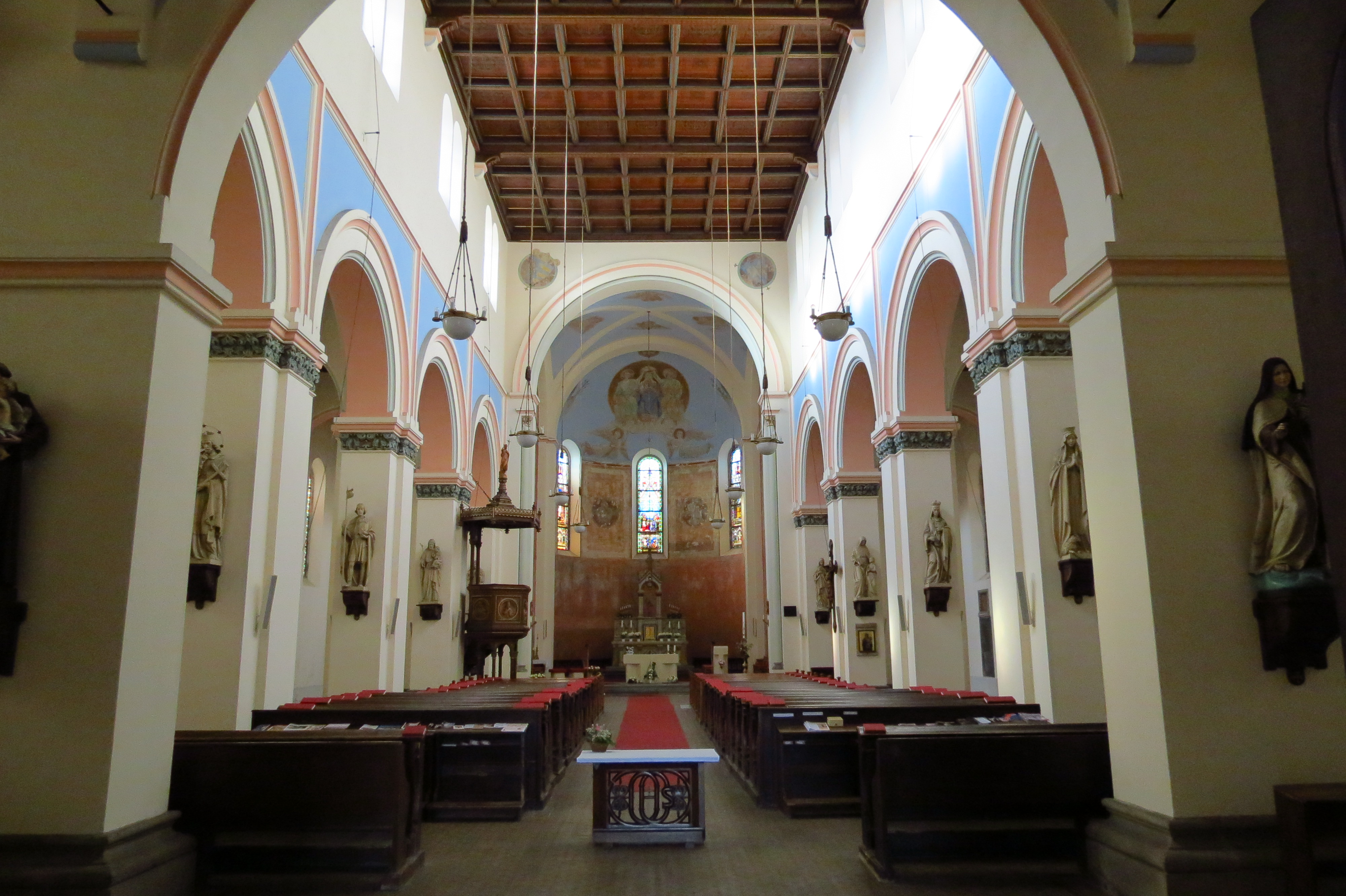
Interiér kostela

Výrazný nárůst počtu obyvatel Kladna v 19. století si vynutil výstavbu nového, kapacitně dostačujícího kostela. Předsedou Spolku pro postavení nového kostela Nanebevzetí Panny Marie byl stavitel a starosta Josef Hrabě, výstavbu podpořil i další kladenský starosta MUDr. Jaroslav Hruška. Kostel byl postaven podle projektu Ludvíka Láblera v letech 1897–1899 na místě původní gotické jednolodní stavby, která stála již v roce 1352, byla ve větší míře opravována v 16. století a v letech 1675, 1690, 1695, 1739–1740, 1771 a 1842 a v roce 1897 byla zbořena, aby uvolnila místo novému kostelu; hřbitov kolem kostela byl zrušen v roce 1814.
Trojlodní bazilika s věží s hlavním vstupem a věží na jižní straně a kněžištěm na severní straně byla vysvěcena 7. června 1900. Zdejší farnost byla 13. června 1900 povýšena na děkanství a v roce 1937 na arciděkanství. Přestože je od roku 1978 kostel zapsán v seznamu kulturních památek, v 70. a 80. letech 20. století se jeho stav natolik zhoršil, že došlo ke zřícení stropu. Po rekonstrukci, která proběhla ve druhé polovině devadesátých let 20. století, byl kostel 3. června 2000 znovu vysvěcen kardinálem Vlkem. V rámci Programu záchrany architektonického dědictví bylo v roce 1996 na opravu památky čerpáno 1 900 000 Kč.